# Iván Asen II
Iván Asen II, también conocido como Juan Asen II o Juan Asan II (en búlgaro: Иван Асен II; c. 1190-mayo/junio de 1241), fue zar de Bulgaria de 1218 a 1241. Todavía era un niño cuando asesinaron a su padre Iván Asen I —cofundador del Segundo Imperio búlgaro— en 1196. Sus seguidores intentaron asegurarle el trono luego del asesinato de su tío Kaloján en 1207, pero su primo Boril se hizo con la corona. Asen se vio obligado a huir y se estableció en los principados Rus.
Boril nunca pudo fortalecer su gobierno lo que le permitió reunir un ejército y regresar a su país. Capturó Tarnovo, la capital de Bulgaria, y ordenó cegar a su primo en 1218. En un principio, Asen apoyó la plena comunión de la Iglesia búlgara con el papado y firmó alianzas con las naciones católicas vecinas, Hungría y el Imperio latino de Constantinopla. En 1228, el zar intentó conseguir ser regente del joven emperador Balduino II de Constantinopla, pero la aristocracia local no lo apoyó. Infligió una aplastante derrota al emperador de Tesalónica, Teodoro Comneno Ducas, en la batalla de Klokotnitsa en 1230; el imperio de este último pronto se desmoronó y los búlgaros conquistaron sus territorios en Macedonia, Tesalia y Tracia.
El control del comercio en la Vía Egnatia permitió que implementara un ambicioso programa de construcción en su capital y acuñó monedas de oro en su nueva casa de moneda en Ohrid. Comenzó negociaciones sobre el regreso de la Iglesia búlgara a la fe ortodoxa después de enterarse de que la nobleza latina había elegido como regente de Balduino II a Juan de Brienne en 1229. El zar y el emperador de Nicea, Juan III Ducas Vatatzés, concluyeron una alianza contra el Imperio latino en su reunión de 1235. Durante la misma conferencia, el rango de patriarca fue otorgado al jefe de la Iglesia búlgara en señal de su autocefalía (o independencia). Los monarcas ortodoxos unieron sus fuerzas para atacar Constantinopla, pero el zar noto que Vatatzés podía aprovechar principalmente la caída de los latinos y rompió su alianza con Nicea en 1237. Después que los mongoles invadieron la estepa póntica, varios grupos de cumanos huyeron a Bulgaria, causando mucha destrucción en el país durante los últimos años del reinado de Asen.

## Primeros años
Nacido entre 1192 y 1196, era hijo de Iván Asen I, uno de los caudillos de la gran sublevación de los búlgaros y valacos contra el Imperio bizantino en 1185. Los nómadas cumanos, que habitaban en la estepa póntica, apoyaron a los rebeldes, lo que permitió la restauración del Imperio búlgaro. El imperio en un principio comprendía los montes Balcanes y las llanuras al norte de las montañas hasta el bajo Danubio. Su padre fue coronado zar (o emperador) de los búlgaros alrededor de 1187. Su madre se llamaba Helena, «la nueva y piadosa zarina» (o emperatriz), que se menciona en el libro del zar Boril.
En 1196, su padre murió a manos de un boyardo (o noble) llamado Ivanko. Kaloján, hermano de Iván Asen I, lo sucedió. Este último se puso en contacto con el papa Inocencio III y ofreció reconocer la primacía papal para asegurarse el apoyo de la Santa Sede. Sin embargo, se rehusó promover a la cabeza de la Iglesia búlgara al rango de patriarca, pero le concedió el título inferior de primado. Tampoco reconoció su reclamó al título de zar, aunque uno de sus legados lo coronó rey en Tarnovo el 8 de noviembre de 1204. Kaloján aprovechó la desintegración del Imperio bizantino después de la cuarta cruzada y amplió su autoridad sobre territorios importantes. Sin embargo, lo asesinaron mientras sitiaba la ciudad de Tesalónica en octubre de 1207.
El adolescente Iván Asen II tenía un fuerte reclamo para suceder a su tío, pero su viuda cumana se casó con Boril —hijo de una de las hermanas de Kaloján— quien fue proclamado zar. Se desconocen las circunstancias exactas sobre su ascenso al trono. El historiador bizantino del XIII, Jorge Acropolita, mencionó que Iván Asen II tuvo que huir con premura y se estableció en las «tierras de los rusos» (en el Principado de Hálych o Kiev). Según una fuente posterior, Efrén el Monje, su tutor lo llevó a la tierra de los cumanos, junto con su hermano Alejandro, antes de que se trasladara a los principados Rus'. Florin Curta y John Van Antwerp Fine escriben que un grupo de boyardos habían tratado de asegurarle el trono luego de la muerte de su tío, por los seguidores de Boril los vencieron y tuvo que abandonar el país. El historiador Alexandru Madgearu propone que los boyardos que se opusieron a la creciente influencia de los cumanos eran quienes le apoyaban.
El gobierno de su primo fue siempre inestable. Sus otros parientes, Strez y Alejo Slav, se negaron a obedecerlo y tuvo que enfrentar levantamientos frecuentes. Iván Asen II permaneció en la Rus' «un tiempo considerable», según Acropolita, antes de reunir en su entorno «una determinada chusma rusa» y regresó a su nación. Madgearu dice que pudo contratar soldados porque los opositores del zar le habían enviado dinero. El historiador István Vásáry asocia esta «chusma rusa» con la tribu seminómada de los brodnici. Iván Asen II derrotó a Boril y se apoderó de «un territorio no muy pequeño» (que Madgearu asocia con la región Dobruja).
Curta y Fine escriben que regresó a Bulgaria después de que el aliado del zar, Andrés II de Hungría, partiera hacia la quinta cruzada en 1217. Boril se retiró a Tarnovo después de su derrota, pero su rival asedió la ciudad. Acropolita afirmó que el sitio se prolongó durante siete años. La mayoría de los académicos modernos coinciden en que el bizantino confundió meses por años, pero Genoveva Cankova-Petkova acepta esta cronología. Menciona que los tres jefes cumanos a quienes el comandante militar de Andrés II, Joaquín Türje de Hermannstadt, derrotó cerca de Vidin alrededor de 1210 habían sido contratos por Iván Asen II, porque quería evitar que este último apoyara a su primo contra los rebeldes que se habían apoderado de la ciudad. Vásáry indica que su teoría es «descabellada» y sin ninguna evidencia sólida. El pueblo de Tarnovo se rindió después del largo asedio. Luego de su victoria capturó y mando cegar a Boril, y «obtuvo el control de todo el territorio de los búlgaros», según Acropolita.

## Reinado

### Consolidación
La primera década del reinado de Iván Asen II no están bien documentada. El rey Andrés II pasó por Bulgaria a su regreso de la quinta cruzada a fines de 1218. El zar no permitió que atravesara su país hasta que este prometió entregarle a su hija, Ana, en matrimonio. La dote de la novia incluía la región de Belgrado y Braničevo, cuya posesión había sido disputada por las monarquías búlgara y húngara durante décadas.
Cuando Roberto de Courtenay, el recién elegido emperador latino, marchaba desde Francia hacia Constantinopla en 1221, Iván Asen II lo acompañó cuando cruzó por sus dominios. También le suministró comida y forraje a su séquito. La relación entre Bulgaria y el Imperio latino se mantuvo pacífica durante el reinado de Roberto. También firmó la paz con el gobernante de Epiro, Teodoro Comneno Ducas, quien era uno de los principales enemigos de los latinos. Para cimentar la alianza, Manuel Ducas, hermano de Teodoro, se casó en 1225 con María, hija ilegítima del zar. El gobernante epirota, que se consideraba el sucesor legal de los emperadores bizantinos, fue coronado emperador en Tesalónica alrededor de 1226.
Roberto falleció en enero de 1228 y lo sucedió su hermano Balduino II, que tenía once años. El propuso casar a su hija, Helena Asen, con el joven monarca, debido a que quería reclamar la regencia. Además prometió sumar sus ejércitos con los latinos para reconquistar los territorios que habían perdido ante Teodoro. Aunque los nobles no quisieron aceptar su oferta, comenzaron las negociaciones al respecto, porque intentaron evitar un conflicto militar con el zar. Al mismo tiempo, ofrecieron la regencia al ex-rey de Jerusalén, Juan de Brienne, quien acordó partir de Italia y dirigirse hacia Constantinopla, pero mantuvieron su acuerdo en secreto durante años. Únicamente los autores venecianos quienes compilaron sus crónicas décadas después de los eventos —Marino Sanuto, Andrea Dandolo y Lorenzo de Monacis— documentaron la oferta del zar a los latinos, aunque la fiabilidad de su informe es ampliamente aceptada por los historiadores modernos.
La relación entre Bulgaria y Hungría se deterioró a fines de la década de 1220. Poco después de que los mongoles infligieran una sería derrota a los ejércitos de los principados Rus' y los jefes cumanos en la batalla del río Kalka en 1223, un jefe de una tribu cumana occidental, Boricio, convertido al catolicismo en presencia del heredero y cogobernante de Andrés II, Bela IV. El papa Gregorio IX declaró en una carta que quienes habían atacado a los cumanos convertidos también eran enemigos de la Iglesia católica, posiblemente esto sería una referencia a un ataque anterior de Iván Asen II, según Madgearu. Las tropas húngaras pueden haber intentado capturar Vidin ya en 1228, pero la datación del asedio es incierta, y puede haber ocurrido solamente en 1232.

### Expansión
El emperador Teodoro invadió inesperadamente Bulgaria a principios de 1230. Los ejércitos epirota y búlgaro se enfrentaron en Klokotnitsa en marzo o abril de ese mismo año. Iván Asen II comandó personalmente a los contingentes de reserva, incluidos mil arqueros cumanos a caballo. Además, sostenía en alto una copia de su tratado de paz con Teodoro mientras marchaba a la batalla como referencia a la traición de sus oponentes. Su ataque repentino contra los epirotas aseguro su victoria. Los búlgaros capturaron al emperador, sus principales funcionarios y se apoderaron de un gran botín, pero Asen liberó a los soldados comunes. Después de que Teodoro intentó tramar un complot contra el zar, este ordenó cegarlo. Un rabino español, Jacob Arophe, fue informado de que Iván Asen II encargó primero a dos judíos que aplicaran el castigo, porque sabía que Teodoro había perseguido a los judíos en su imperio, pero estos rehusaron, por lo que se los arrojó desde un acantilado.
El Imperio búlgaro devino en el poder dominante del sudeste de Europa luego de la batalla de Klokotnitsa. Sus tropas barrieron las tierras de Teodoro y conquistaron docenas de pueblos epirotas. Capturaron Ohrid, Prilep y Serres en Macedonia, Adrianópolis, Demótica y Filipópolis en Tracia y también ocuparon la Gran Valaquia en Tesalia. El reino de Alejo Slav en las montañas Ródope también fue anexado. Asen colocó guarniciones en las fortalezas importantes y nombró a sus propios hombres para que las administraran y recaudaran los impuestos, pero los funcionarios locales continuaron gestionando otros lugares en los territorios conquistados. El zar reemplazó a los obispos griegos con prelados búlgaros en Macedonia. Hizo generosas donaciones a los monasterios del Monte Athos durante su visita hacia aquel lugar en 1230, pero no pudo convencer a los monjes bizantinos de reconocer la jurisdicción del primado de la Iglesia búlgara. Su yerno, Manuel Ducas, tomó el control del Imperio de Tesalónica. El ejército búlgaro también realizó una incursión de saqueo contra Serbia, porque Esteban Radoslav, rey de Serbia, había apoyado a su suegro, Teodoro, contra Bulgaria.
Las conquistas de Iván Asen II aseguraron el control búlgaro de la Vía Egnatia (la importante ruta comercial entre Tesalónica y Durazzo). El zar fundó una ceca en Ohrid que comenzó a acuñar monedas de oro. Sus ingresos crecientes le permitieron llevar a cabo un ambicioso programa de construcción en Tarnovo. La iglesia de los Cuarenta Mártires, con su fachada decorada con porcelanato y murales, conmemoraba su victoria en Klokotnitsa. El palacio imperial en la colina de Tsarevets fue ampliado. Una inscripción conmemorativa en uno de los columnas de la iglesia antes citada menciona sus conquistas. Se refería así mismo como «zar de los búlgaros, griegos y otras naciones», lo que implica que planeaba revivir el Imperio bizantino bajo su cetro. También se hizo proclamar emperador en su carta de concesión al monasterio de Vatopedi en el Monte Athos y en un documento sobre los privilegios de los mercaderes ragusianos. Imitando a los emperadores bizantinos, sellaba sus cartas con bulas de oro. Uno de esos sellos lo retrataba vistiendo insignias imperiales, revelando también sus ambiciones imperiales.

### Conflictos con las naciones católicas vecinas
Las noticias sobre la elección de Juan de Brienne a la regencia en el Imperio latino indignaron a Iván Asen II. Mando emisarios al patriarca ecuménico Germano II en Nicea para iniciar negociaciones sobre la posición de la Iglesia búlgara. El papa Gregorio IX instó a Andrés II de Hungría de lanzar una cruzada contra los enemigos del Imperio latino el 9 de mayo de 1231, muy probablemente en referencia a las acciones hostiles del zar, según Madgearu. El príncipe Bela IV invadió Bulgaria y capturó Belgrado y Braničevo a fines de 1231 o en 1232, pero los búlgaros reconquistaron los territorios perdidos a principios de la década de 1230. Los húngaros tomaron también la fortaleza de Severin (ahora Drobeta-Turnu Severin en Rumanía) al norte del bajo Danubio y establecieron una provincia fronteriza, conocida como Banato de Severin, para evitar que sus enemigos se expandieran hacia el norte.
Los nobles serbios que promovieron una alianza con Bulgaria se rebelaron contra Esteban Radoslav y lo obligaron a exiliarse en 1233. Su hermano y sucesor, Esteban Vladislav, se casó con la hija de Iván Asen II, Beloslava. El zar destituyó al primado de la unión católico-búlgara, Basilio I y continuó las negociaciones sobre el regreso de su iglesia a la ortodoxia. El arzobispo de Ancira, Cristóforo, quien visitó Bulgaria a principios de 1233, lo instó de enviar un obispo a Nicea para ser ordenado por el patriarca ecuménico. Un acuerdo sobre el matrimonio de Teodoro II Láscaris —el heredero del emperador de Nicea, Juan III Ducas Vatatzés— y la hija del zar, Helena, fue firmado en 1234.
Sava, el muy respetado arzobispo de la Iglesia ortodoxa serbia, murió en Tarnovo el 14 de enero de 1235. Según Madgearu, Sava probablemente había estado profundamente involucrado en las negociaciones entre la Iglesia búlgara y el patriarca ecuménico. El zar se reunió con Juan III Ducas Vatatzés en Lámpsaco a principios de 1235 para llegar a un compromiso y concluir una alianza formal. El patriarca Germano II y el nuevo jefe de la Iglesia búlgara, Joaquín I, también estuvieron presentes en esa reunión. Después de que Joaquín abandonó su reclamo de jurisdicción sobre el Monte Athos y los arzobispos de Tesalónica, Germano II lo reconoció como patriarca, reconociendo así la autocefalía de la Iglesia búlgara. El matrimonio de Helena y Teodoro II Láscaris también se celebró en Lámpsaco.
Iván Asen II y Juan III Ducas Vatatzés hicieron una alianza contra el Imperio latino. Las tropas búlgaras conquistaron los territorios al oeste del río Maritsa, mientras que el ejército niceno se apoderó de las tierras al este del río. Luego pusieron sitio a Constantinopla, pero Juan de Brienne y la marina veneciana los obligaron a levantar el asedio antes de finales de 1235. A principios de 1236, atacaron nuevamente Constantinopla, pero este también terminó en fracaso.

### Últimos años
Iván Asen II se dio cuenta de que Juan III Ducas Vatatzés podría aprovechar principalmente de la caída del Imperio latino. Persuadió a su aliado para que le devolviera a su hija, Helena, afirmando que «deseaba verla» y «darle un abrazo paterno». Luego rompió su alianza con Nicea y entabló una nueva correspondencia con el papa Gregorio IX, ofreciéndole reconocer su primacía a principios de 1237. El papa lo instó a hacer las paces con el Imperio latino.
Una nueva invasión mongola de Europa obligó a miles de cumanos a huir de las estepas en el verano de 1237. Asen, que no pudo evitar que cruzaran el Danubio y dirigirse hacia Bulgaria, les permitió invadir Macedonia y Tracia. Los cumanos capturaron y saquearon las fortalezas más pequeñas y saquearon los campos. Los latinos contrataron tropas cumanas y se aliaron con el zar, quien asedió la fortaleza nicena en Tzurulón. Todavía se encontraba asediando la fortaleza cuando le llegaron noticias de la muerte simultánea de su esposa, hijo y el patriarca Joaquín. Tomando estos eventos como signos de la ira de Dios por romper su alianza con Vatatzés, abandonó el asedio y envió a su hija Helena con su esposo en Nicea a fines de 1237.
El viudo Asen se enamoró de la princesa epirota Irene que había sido capturado junto con su padre Teodoro en 1230. De acuerdo con Acropolita, amaba a su nueva esposa «en extremo, tanto como Marco Antonio amaba a Cleopatra». El matrimonio resultó en la liberación de Teodoro, quien regresó a Tesalónica, expulsó a su hermano Manuel e impuso a su propio hijo Juan como déspota. El papa Gregorio IX acusó a Iván Asen II de proteger a los herejes e instó a Bela IV de Hungría a iniciar una cruzada contra Bulgaria a principios de 1238. El papa ofreció el Imperio búlgaro a Bela IV, pero el monarca húngaro no quería hacer la guerra contra su excuñado. El zar concedió un paso libre al emperador latino, Balduino II, y a los cruzados que lo acompañaron durante su marcha desde Francia a Constantinopla en 1239, aunque no había abandonado su alianza con Vatatzés. Nuevas tropas cruzadas atravesaron Bulgaria con el consentimiento de su soberano a principios de 1240.
Asen mando a sus representantes a Hungría antes de mayo de 1240, probablemente porque quería forjar una alianza defensiva contra los mongoles. La autoridad de estos últimos se expandió hasta el bajo Danubio después de que capturaron Kiev el 6 de diciembre de 1240. La expansión mongola obligó a decenas de príncipes y boyardos Rus' desposeídos a huir a Bulgaria. Los cumanos que se habían establecido en Hungría también huyeron a Bulgaria después de que su jefe, Köten, fuera asesinado en marzo de 1241. Según una biografía del sultán mameluco, Baibars, que descendía de una tribu cumana, esta tribu también buscó asilo en Bulgaria luego de la invasión mongola. La misma fuente agrega que «A.n.s.khan, el rey de Valaquia», quien está asociado con Iván Asen II por los académicos modernos, permitió a los cumanos establecerse en un valle, pero pronto los atacó y mató o los esclavizó. Madgearu escribe que Asen probablemente atacó a los cumanos porque quería evitar que saquearan su país.
Se desconoce la fecha de la muerte de Iván Asen II. Vásáry dice que el zar murió el 24 de junio de 1241. Sin embargo, el contemporáneo Alberico de Trois-Fontaines registró que su sucesor, Kalimán Asen I, firmó una tregua en la fiesta de san Juan el Bautista (24 de junio), lo que demuestra que ya había muerto. Madgearu escribe que murió probablemente en mayo o junio de 1241.

## Matrimonio y descendencia
Iván Asen II se casó dos o tres veces. Según una teoría académica, su primera esposa fue una Ana a la que obligó a entrar en un monasterio después de comprometerse con María de Hungría y Ana murió como la monja Anisia. El historiador Plamen Pavlov afirma que Ana Anisia era en realidad la viuda de Kaloján. Ana Anisia pudo haber sido una concubina en lugar de una esposa legítima, y ella pudo haber sido la madre de sus dos hijas mayores:
- María (¿?), que se casó con Manuel de Tesalónica.[88][28]
- Beloslava (¿?), que se casó con Esteban Vladislav I de Serbia.[89]

Iván Asen II se casó con María de Hungría en 1221. El Libro del zar Boril y otras fuentes primarias búlgaras se refirieron a ella como Ana, lo que sugiere que su nombre fue cambiado después de su llegada a Bulgaria o después de convertirse a la ortodoxia en 1235. Ella dio a luz a cuatro hijos.
- Helena, quien se casó con Teodoro II Láscaris en 1235.[93]
- Tamar, fue prometida al futuro emperador bizantino, Miguel Paleólogo en 1254.[94]
- Kalimán Asen, nació en 1234, por lo que todavía era menor de edad cuando sucedió a su padre.[83]
- Pedro, murió mientras su padre estaba asediando Tzurulón en el verano de 1237.[69]

Al casarse con Irene Comneno Ducas, había roto los cánones de la iglesia, ya que su hija de un matrimonio anterior se casó con Manuel de Tesalónica, tío de Irene. Hay evidencia discutible que la Iglesia búlgara se opuso al matrimonio y que un patriarca (llamado Espiridión o Visarión) fue depuesto o ejecutado por el zar furioso. Acropolita registró dos listas sobre los hijos de Iván Asen II con su tercera (o segunda) esposa, Irene Comneno Ducas. Irene dio a luz a:
- «Miguel Asen, Teodora y María», según la primera lista, pero la segunda lista mencionaba «un hijo, Miguel, e... hijas, María y Ana».[98] La discrepancia entre las dos listas puede resolverse más plausiblemente a través de la asociación de Teodora con Ana, como lo propuso el historiador Iván Bozhilov.[99] Miguel sucedió a su medio hermano, Kalimán, en 1246.[100]
- Se supone que una de las dos hijas fue dada en matrimonio con el sebastocrátor Pedro, quien fue mencionado como cuñado de Miguel II Asen en 1253.[101] La esposa de Pedro tradicionalmente se ha asociado con Ana Teodora, pero puede que en realidad sido idéntico a María, según el historiador Ian Mladjov.[94] Los historiadores modernos suponen que Miguel Shishman, Iván Alejandro y sus sucesores eran descendientes de Pedro y su esposa.[94]
- La segunda hija de Iván Asen II, Irene, fue probablemente la esposa del boyardo Mitso.[102] Mitso reclamó a Bulgaria después de que Miguel II Asen murió en 1256 o 1257.[103] Los historiadores que asocian a la esposa del sebastocrátor Pedro con Ana Teodora dicen que Mitso se casó con María, pero Mladjov enfatiza que esta identificación es incierta, y Mitso puede haber tenido se casó con Ana Teodora.[102] La rama bizantina de la familia Asen descendía de Mitso y su esposa.[94]

## Legado

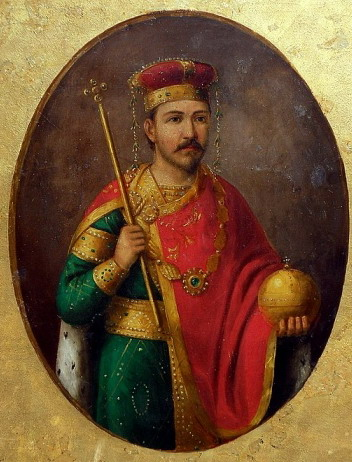
Retrato del zar Iván Asen II por Georgi Danchov.

Acropolita caracterizó a Iván Asen II como «un hombre que demostró ser excelente entre los bárbaros no solo con respecto a su propio pueblo sino también con respecto a los extranjeros». El historiador Jean W. Sedlar lo describió como el «último gobernante realmente poderoso de Bulgaria». Al ser un comandante militar exitoso y un hábil diplomático, que conquistó casi todas las tierras que se habían incluido en el Primer Imperio búlgaro durante el reinado de Simeón I. También logró que Hungría no representara una gran amenaza para Bulgaria.
El miedo de los boyardos al castigo y su hambre de botín aseguraron su lealtad a Iván Asen II. Sin embargo, estos lazos personales no podían asegurar permanentemente el dominio de la autoridad real. Los boyardos locales seguían siendo los gobernantes reales de las provincias, porque controlaban la recaudación de impuestos y el reclutamiento de tropas. Su reinado «terminó en un momento de completo desastre», durante la invasión mongola de Europa. Los mongoles invadieron Bulgaria en 1242 y obligaron a su habitantes a rendirles un tributo anual. La minoría de su sucesor dio lugar a la formación de facciones boyardas y las potencias vecinas rápidamente conquistaron los territorios periféricos. El sello del zar está representado en el reverso del billete búlgaro de 2 leva, emitido en 1999 y 2005.